# Tiny Toons: Looniversidad
Tiny Toons: Looniversidad (Tiny Toons Looniversity en inglés) es una serie de televisión animada estadounidense desarrollada por Erin Gibson y Nate Cash para Cartoon Network y Max. Sirve como un reinicio de Tiny Toons y presenta versiones anteriores de los personajes en una nueva continuidad.
Amblin Television y Warner Bros. Animation encargaron la producción de dos temporadas. La primera temporada se estrenó el 8 de septiembre de 2023 en Max, seguida de un estreno televisado en Cartoon Network el 9 de septiembre de 2023. La primera mitad de la temporada 2 ze lanzó el 8 de marzo de 2024, junto con un especial de vacaciones de primavera, que se estrenaron en Cartoon Network a partir del 6 de abril.

## Argumento
Buster, Babsy y el resto de la pandilla siguen sus ambiciones cómicas hasta llegar a la Looniversidad Acme, la estimada institución de aprendizaje superior de travesuras, donde los jóvenes soñadores se convierten en dibujos animados profesionales. Aquí, forjan amistades duraderas entre ellos y perfeccionan su arte de los dibujos animados mientras estudian con los personajes de dibujos animados más importantes de la historia, los Looney Tunes.

## Reparto y doblaje

### Versión original (Estados Unidos)
- Eric Bauza como Buster Bunny, Pato Lucas, Elmer Gruñón, Marvin el Marciano y Gossamer.
- Ashleigh Hairston como Babsy Bunny y Marcia la marciana.
- David Errigo Jr como Plucky, Hamton, Tommy y Tigre Chill.
- Tessa Netting como Pío-Pí y Achusi.
- Marieve Herington como Fifi la Fume.
- Natalie Palamides como Shierly y Peluso.
- Betsy Sodaro como Dizzy.
- Candi Milo como Max Montana, Abuelita y Bruja Hazel.
- Cree Summer como Elmyra Duff.
- Tony Rodríguez como Renaldo Racoon.
- Jeff Bergman como Bugs Bunny, Silvestre y Gallo Claudio.
- Bob Bergen como Puerco Porky y Piolín.
- Fred Tatasciore como Taz, Yosemite Sam y Michigan J. Frog.
- Kari Wahlgren como Lola Bunny.

JP Karilak como Merlín, el ratón mágico.

### Versión doblada (Hispanoamérica)
- Carlo Vázquez es Buster Bunny
- Carla Castañeda es Babsy Bunny
- Luis Leonardo Suárez es el Pato Plucky
- Miguel Ángel Ruiz es Hamton
- Erika Ugalde es Pío-Pí y Achuzi
- Mike Leal es Dizzy
- Ale Pilar es Elvira Duff
- Betzabé Jara es Fifi La Fume y Max Montana
- Karla Falcón es Shirley The Loon
- Lupita Leal es Lola Bunny
- Gerardo Reyero es Merlín, el ratón mágico

### Versión doblada (España)
- Buster Bunny - Álex Molina.
- Babsy Bunny - Lourdes Fabrés.
- Pato Plucky - Héctor García.
- Hamton - Marc Gómez.
- Pío-Pí - Irene Miràs.
- Fifi La Fume - Elena Barra.
- Shirley - ¿?.
- Dizzy - Ariadna Jiménez.
- Max Montana - Jaume Cuartero.
- Peluso - ¿?.
- Bugs Bunny - Xavier Fernández.
- Pato Lucas - Juan Antonio Bernal.
- Puerco Porky / Elmer Gruñón - José Javier Serrano.
- Silvestre / Gallo Claudio - Francesc Belda.
- Piolín / Abuelita - Alicia Laorden.
- Yosemite Sam / Insertos - Javier Viñas.
- Taz - Paco Gázquez.
- Lola Bunny - Isabel Valls.
- Renaldo Racoon - Jaume Guivernau.
- Ling - Marta Rodríguez Conte.
- Tommy - David Jenner.
- Dr. Chester - Eduardo Doncos.
- Tigre Chill - Sergio Olmo.

## Episodios
| Temporada | Temporada | Episodios | Episodios | Emisión original        | Emisión original        |
| Temporada | Temporada | Episodios | Episodios | Primera emisión         | Última emisión          |
| --------- | --------- | --------- | --------- | ----------------------- | ----------------------- |
|           | 1         | 10        | 10        | 8 de septiembre de 2023 | 8 de septiembre de 2023 |
|           | 2         | 12        | 12        | 8 de marzo de 2024      | 8 de marzo de 2024      |
|           | Especial  | Especial  | Especial  | 8 de marzo de 2024      | 8 de marzo de 2024      |

### Temporada 1 (2023)
| N.º | Título                                                         | Fecha de estreno original                                  | Fecha de estreno Latinoamérica                          | Cod. Prod. | Audiencia (millones) |
| --- | -------------------------------------------------------------- | ---------------------------------------------------------- | ------------------------------------------------------- | ---------- | -------------------- |
| 1   | «Orientatoon para los de primero año» «Freshman Orientoontion» | 8 de septiembre de 2023 (Max)9 de septiembre de 2023 (CN)  | 20 de octubre de 2023 (Max)23 de octubre de 2023 (CN)   | 101        | 0.13                 |
| 2   | «Dale una oportunidad a la pizza» «Give Pizza a Chance»        | 8 de septiembre de 2023 (Max)9 de septiembre de 2023 (CN)  | 20 de octubre de 2023 (Max)24 de octubre de 2023 (CN)   | 102        | 0.11                 |
| 3   | «Extra, súper extra» «Extra, So Extra»                         | 8 de septiembre de 2023 (Max)16 de septiembre de 2023 (CN) | 20 de octubre de 2023 (Max)25 de octubre de 2023 (CN)   | 103        | 0.10                 |
| 4   | «Comprendiendo el Tooneybol» «Tooney Ball Lights»              | 8 de septiembre de 2023 (Max)23 de septiembre de 2023 (CN) | 20 de octubre de 2023 (Max)26 de octubre de 2023 (CN)   | 104        | 0.13                 |
| 5   | «Salven el Loo Bru» «Save the Loo Bru»                         | 8 de septiembre de 2023 (Max)30 de septiembre de 2023 (CN) | 20 de octubre de 2023 (Max)27 de octubre de 2023 (CN)   | 105        | 0.11                 |
| 6   | «Bromas Loonáticas» «Prank You Very Much»                      | 8 de septiembre de 2023 (Max)7 de octubre de 2023 (CN)     | 20 de octubre de 2023 (Max)30 de octubre de 2023 (CN)   | 106        | 0.23                 |
| 7   | «Hospital porcino» «General HOGspital»                         | 8 de septiembre de 2023 (Max)14 de octubre de 2023 (CN)    | 20 de octubre de 2023 (Max)6 de noviembre de 2023 (CN)  | 107        | 0.22                 |
| 8   | «Una chef muy Looney» «Soufflé, Girl Hey»                      | 8 de septiembre de 2023 (Max)21 de octubre de 2023 (CN)    | 20 de octubre de 2023 (Max)13 de noviembre de 2023 (CN) | 108        | 0.11                 |
| 9   | «Las lágrimas de un clon» «Tears of a Clone»                   | 8 de septiembre de 2023 (Max)28 de octubre de 2023 (CN)    | 20 de octubre de 2023 (Max)20 de noviembre de 2023 (CN) | 109        | 0.17                 |
| 10  | «El show debe con-toon-ear» «The Show Must Hop On»             | 8 de septiembre de 2023 (Max)4 de noviembre de 2023 (CN)   | 20 de octubre de 2023 (Max)27 de noviembre de 2023 (CN) | 110        | 0.12                 |

### Especiales (2024)
| N.º en serie | N.º en temp. | Título                                                             | Fecha de estreno original                        | Fecha de estreno Latinoamérica                    | Cod. Prod. | Audiencia (millones) |
| ------------ | ------------ | ------------------------------------------------------------------ | ------------------------------------------------ | ------------------------------------------------- | ---------- | -------------------- |
| 11           | 1            | «¿Y que le pasó a Babs Bunny?» «Whatever Happened to Babsy Bunny?» | 8 de marzo de 2024 (Max)13 de abril de 2024 (CN) | 29 de marzo de 2024 (Max)8 de abril de 2024 (CN)  | TINY_932   | —                    |
| 12           | 2            | «Una Espinilla Muy Toon» «Slay Cheese»                             | 8 de marzo de 2024 (Max)20 de abril de 2024 (CN) | 29 de marzo de 2024 (Max)15 de abril de 2024 (CN) | TINY_742   | —                    |
| 13           | 3            | «Toons en el Espacio» «Tooned In Space»                            | 8 de marzo de 2024 (Max)27 de abril de 2024 (CN) | 29 de marzo de 2024 (Max)22 de abril de 2024 (CN) | TINY_743   | —                    |
| 14           | 4            | «Convencion De Gemelos» «Twin-Con»                                 | 8 de marzo de 2024 (Max)4 de mayo de 2024 (CN)   | 29 de marzo de 2024 (Max)29 de abril de 2024 (CN) | TINY_744   | —                    |
| 15           | 5            | «Craneos y Huesitos de La Alegria» «Skulls and Sillybones»         | 8 de marzo de 2024 (Max)11 de mayo de 2024 (CN)  | 29 de marzo de 2024 (Max)6 de mayo de 2024 (CN)   | TINY_745   | —                    |
| 16           | 6            | «Cosas Que Hacen Pío En Los Bosques»                               | (Max) (CN)                                       | (Max) (CN)                                        | —          | —                    |
| 17           | 7            | «No Preguntes Qué Pueden Hacer Los Conejos Por Ti.»                | (Max) (CN)                                       | (Max) (CN)                                        | —          | —                    |
| 18           | 8            | «Que Coman Cuack»                                                  | (Max) (CN)                                       | (Max) (CN)                                        | —          | —                    |
| 19           | 9            | «Aplástame Si Puedes»                                              | (Max) (CN)                                       | (Max) (CN)                                        | —          | —                    |
| 20           | 10           | «Tengo Una Nueva Aptitud»                                          | (Max) (CN)                                       | (Max) (CN)                                        | —          | —                    |
| 21 y 22      | 11 y 12      | «Un Error Garrafal Invernal, Primera Y Segunda Parte»              | (Max) (CN)                                       | (Max) (CN)                                        | —          | —                    |

| N.º | Título                                  | Fecha de estreno original                       | Fecha de estreno Latinoamérica                   | Cod. Prod.        | Audiencia (millones) |
| --- | --------------------------------------- | ----------------------------------------------- | ------------------------------------------------ | ----------------- | -------------------- |
| 1   | «Vacaciones de primavera» «Spring Beak» | 8 de marzo de 2024 (Max)6 de abril de 2024 (CN) | 8 de marzo de 2024 (Max)29 de marzo de 2024 (CN) | TINY_933 TINY_741 | —                    |

## Lanzamiento
La serie se estrenó en Max, el 8 de septiembre de 2023 y se transmitió simultáneamente en Cartoon Network al día siguiente.

## Recepción
Jesse Hassenger de IGN calificó la serie con un 6/10 y escribió que la serie "tiene muchas risas, chistes ingeniosos y personajes entrañables". Sin embargo, criticó la serie por ser un renacimiento promedio de una serie infantil, "en lugar de algo tan conciso y fresco como los cortos de Looney Tunes para todas las edades que inspiraron el original". Nick Valdez de ComicBook.com le dio a la serie un 3,5. /5, escribiendo que "esta franquicia recibe nueva vida con Tiny Toons Looniversity, pero nunca pierde ese encanto nostálgico".